# Плисс, Михаил Игнатьевич
Михаил Игнатьевич Плисс (бел. Міхаіл  Ігнатавіч Пліс; 15 [27] августа 1858 или 25 августа [6 сентября] 1859, Пружаны, Гродненская губерния — 29 апреля 1924, Вильно, Виленское воеводство) — белорусский священнослужитель, протоиерей, педагог.

## Биография
Родился в семье псаломщика в уездном городе Пружаны Гродненской губернии Российской империи. В работах исследователей и в его curriculum vitae даются разные даты рождения: 15 августа 1858 и 25 августа 1859 года.
В 1873 году окончил Жировицкое духовное училище, в 1879 году окончил Виленскую духовную семинарию
С 1879 года надзиратель за учениками и преподаватель в приготовительных классах Виленского духовного училища.
С 1882 года иерей, настоятель храма св. равноап. Константина и Елены в Воложине Виленской губернии, спустя два года открыл Воложинскую церковно-приходскую школу, воложинский благочинный (1886—1896).
С января 1900 года ключарь виленского кафедрального Свято-Николаевского собора, председатель Виленско-Трокского отделения епархиального училищного совета, член совета и заведующий братским домом Виленского православного Свято-Духовского братства, законоучитель во 2-м женском двухклассном училище.
С 1902 года член Литовской духовной консистории.
Одновременно с 1 сентября 1903 года преподавал церковнославянский язык в Виленском женском училище духовного ведомства, законоучитель образцовой церковно-приходской школы при училище. В 1903—1907 гг. — председатель правления Вспомогательной кассы православного духовенства Литовской епархии. 21 сентября 1907 года избран председателем Вспомогательной кассы на 1908—1912 гг. С 1909 года протоиерей.
Награждён скуфьей (1892), камилавкой (1896), наперсным крестом (1901), орденами св. Анны III степени (1905) и св. Владимира IV степени (1916).
Во время Первой мировой войны находился в Дисне, после Февральской революции 1917 года — в Москве. Член Поместного собора (1917—1918) как заместитель епископа Елевферия (Богоявленского), участвовал в 1-2-й сессиях.
Весной 1919 года вернулся в Вильну, ключарь Виленского кафедрального собора, с 1922 года член Виленской духовной консистории. В 1919—1920 гг. в составе Центральной белорусской рады Виленщины и Гродненщины, Белорусского национального комитета в Вильно. В 1919—1923 гг. — первый православный законоучитель Виленской белорусской гимназии, организованной А. Луцкевичем. Инициатор создания Свято-Троицкого белорусского православного общества, входил в число основателей Общества белорусской школы. Участвовал в первом съезде учителей западнобелорусских гимназий. В вопросе расширения роли белорусского языка в церковно-религиозной жизни сотрудничал с православным священником Михаилом Голенкевичем.
Его работа по истории церкви хранится в отделе рукописей Центральной библиотеки Академии наук Литвы.
Умер 29 апреля 1924 года в Вильно, похоронен на Свято-Евфросиниевском кладбище.

## Семья
Был женат, дети: Борис, Алексей, Елена, Галина. Его вдова Александра умерла в 1936 году, похоронена там же.
Дочь Галина (1895—1983) вышла за Ивана Яковлевича Котовича (1894—1964), учителя природоведения в той гимназии.

## Сочинения
Беседа на Пассию во 2-ю неделю св. Четыредесятницы; Слово в день Пятидесятницы // Литовские епархиальные ведомости. 1900. № 12, 27/28.
Поучение в день преподобного Сергия Радонежского чудотворца // Литовские епархиальные ведомости. 1902. № 40.
Чрезвычайный съезд клира и мирян Рижской епархии // Рижские ЕВ. 1917. № 5/6.